# Броудер, Дастин
Да́стин Бро́удер (англ. Dustin Browder) — сотрудник компании Blizzard Entertainment и ведущий проектировщик (англ. Lead Designer) стратегии в реальном времени StarCraft II. В индустрии компьютерных игр работает с 1995 года, с этого времени работал в таких компаниях, как Activision, Electronic Arts и Simon & Schuster Interactive. Имеет опыт в работе над стратегиями в реальном времени, например, в работе над игровым сериалом Command & Conquer. В 2019 году Дастин Броудер покинул Blizzard Entertainment

## Список игр
Согласно сайту MobyGames, Дастин Броудер работал над следующими проектами:
- StarCraft II: Heart of the Swarm (2013)
- StarCraft II: Wings of Liberty (2010)
- World of Warcraft: The Burning Crusade (2007)
- The Lord of the Rings: The Battle for Middle-earth II (2006)
- The Lord of the Rings: The Battle for Middle-earth (2004)
- Command & Conquer: Generals (2003)
- Command & Conquer: Generals - Zero Hour (2003)
- Command & Conquer: Yuri's Revenge (2001)
- Emperor: Battle for Dune (2001)
- Star Trek: Deep Space Nine - Dominion Wars (2001)
- Command & Conquer: Red Alert 2 (2000),
- Command & Conquer: Red Alert 2 (Collector’s Edition) (2000)
- Dark Reign 2 (2000)
- Battlezone (1998)
- Vigilante 8 (1998)
- Heavy Gear (1997)
- MechWarrior 2: Mercenaries (1996)
- MechWarrior 2: Ghost Bear's Legacy (1995)